# Iskandar Widjaja

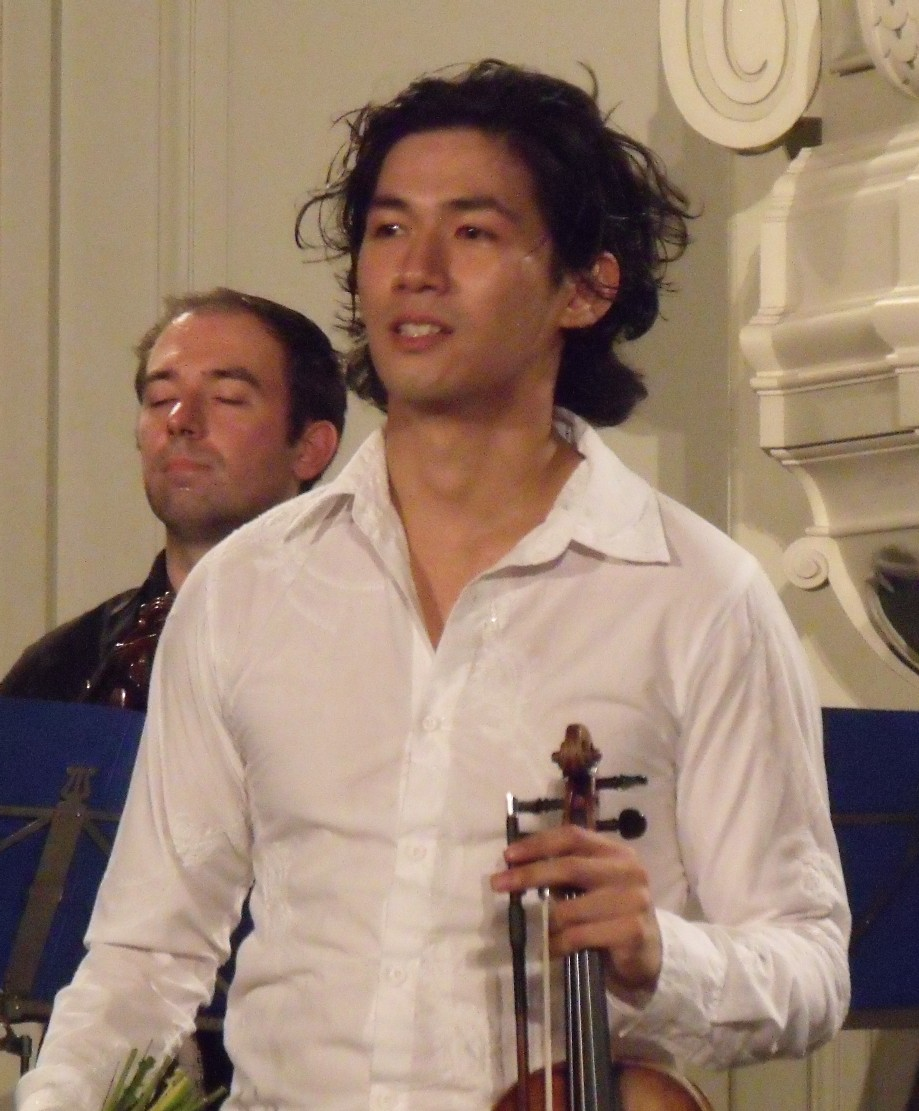
Iskandar Widjaja nach einem Konzert in Berlin (2011)

Iskandar Widjaja (* 6. Juni 1986 in West-Berlin) ist ein deutscher Geiger und Preisträger zahlreicher internationaler Wettbewerbe.

## Leben
Bereits mit vier Jahren begann Iskandar Widjaja Violine zu spielen. Mit elf wurde er als Jungstudent an der Hochschule für Musik „Hanns Eisler“ Berlin Schüler von Werner Scholz und später von Joachim Hantzschk. 2003 wechselte er an das Julius-Stern-Institut der Universität der Künste Berlin zu Uwe-Martin Haiberg und Ilan Gronich.
Konzertreisen führten ihn auf alle fünf Kontinente, unter anderem an die Berliner Philharmonie, die Aula Simfonia Jakarta, das Tel Aviv Opera House, Hong Kong City Hall. Regelmäßig tritt er als Solist mit Orchestern auf, wie z. B. dem Sydney Symphony Orchestra, Deutschen Symphonieorchester sowie Konzerthausorchester Berlin, L’Orchestre de la suisse romande, den Warschauer, Münchner sowie Shanghaier Philharmonikern.
2013 trat er erstmals in Hongkong auf und spielte auf der Eröffnungsveranstaltung des APEC-Gipfels auf Bali.
2014 gab er sein Debüt bei den Münchner Philharmonikern unter Christoph Eschenbach.
2007–2009 spielte Iskandar Widjaja auf einer mehr als 150 Jahre alten Violine von Nicolas Darche, die ihm als mehrfachem Preisträger des Wettbewerbs des Deutschen Musikinstrumentenfonds als Leihgabe übergeben wurde.
Zurzeit spielt er eine Violine von Vuillaume (1875) sowie die Stradivari „Stephens“ (1690), eine Leihgabe von Florian Leonhardt.
Am 29. Mai 2016 gab er sein Debüt in der Berliner Philharmonie mit dem Deutschen Symphonie-Orchester Berlin unter Christoph Eschenbach.
Gleichzeitig tritt er häufig auf massenmedialen Events wie Miss World oder Miss Earth, dem Davis Cup, der EXPO in Mailand, der Fashion Week in Paris oder zur Weltpremiere der Suite für Violine und Orchester Across the Stars aus Star Wars von John Williams im Wiener Konzerthaus auf.
Iskandar engagiert sich stark für bildungsfördernde Projekte für Kinder im Asien-Pazifik Raum, so in Zusammenarbeit mit der UNICEF oder der WWF (World Wide Fund for Nature). Mit KOMPAS Gramedia, Indonesiens größtem Medienkonzern, veranstaltete er Spendenevents zur Finanzierung von Musikinstrumenten und Unterricht für Straßenkinder.
2018 veranstaltete die DEAG Deutsche Entertainment AG seine erste eigene Deutschland-Tournee, die ihn u. a. in die Elbphilharmonie Hamburg  führte.

## Ehrungen und Auszeichnungen
- 2003 Vierjähriges Stipendium für die Indiana University Bloomington
- 2004 Erster Preis beim Bundeswettbewerb Jugend musiziert in der Wertung „Violine solo“ und 2. Preis beim Internationalen Wettbewerb „Königin Sophie Charlotte“
- 2006 Dritter Preis beim Violinwettbewerb der Ibolyka Gyarfas-Stiftung
- 2008 Erster Preis beim Internationalen Hindemith-Wettbewerb und Auszeichnung mit der Paul-Hindemith-Gold-Medaille und dem Preis der Maggini-Stiftung
- 2008 Gerd-Bucerius-Stipendium der Deutschen Stiftung Musikleben, welches ihm die Teilnahme am Internationalen Violin Meisterkurs „Keshet Eilon“ in Tel Aviv bei Ida Haendel, Shlomo Mintz und Eduard Grach ermöglichte
- 2009 Sonderpreise „Bester Bach“ und „Beste Beethoven Sonate“ im „Concorso Internazionale Violinistico Andrea Postacchini“
- 2009 Erster „Goldener Julius“ in der Kategorie „Junior Julius“ für außerordentliches Talent im Violinspiel
- 2013 LOTTO-Förderpreis des Rheingau Musik Festivals[11]

## Veröffentlichungen
- 2011 Bach 'N' Blues (OehmsClassics Musikproduktion GmbH)
- 2014 Precious Refuge (OehmsClassics Musikproduktion GmbH)
- 2015 Tango Fuego/Trio Cayao (OehmsClassics Musikproduktion GmbH)
- 2018 Schumann Violin Sonate Nr. 2, Fantasie für Violine und Orchester op. 121, Christoph Eschenbach, Deutsches-Symphonieorchester Berlin  (OehmsClassics Musikproduktion GmbH)[12]
- 2018 Mercy (Edel/Neue Meister)
- 2019 Fazil Say, 1001 Nights in the Harem (Sony Classical), Iraz Yildiz, ORF Radio-Symphonieorchester Wien, Howard Griffiths
- 2020 Iskandar Widjaja – Hip Hop Symphony

## Zitate
- „Als Violinist Iskandar Widjaja vor fünf Jahren zum ersten Mal in Indonesien spielte, missachteten die Zuschauer die Etikette klassischer Musik, klatschten nach jedem Stück... Sie konnten einfach nicht genug bekommen.“[13]

- „Wo Wieniawski wie Schumann aber mal Momente der Ruhe vorgesehen haben, da nimmt der junge Geiger für sich ein, mit seiner sensiblen Detailversessenheit – und einem charmant-jünglingshaften Sinn für kitschfreie, authentische Romantik, mit seiner sensiblen Detailversessenheit – und einem charmant-jünglingshaften Sinn für kitschfreie, authentische Romantik.“[14]

- „Isaac Stern couldn’t have wished for a brighter spotlight. If Widjaja has been received  as a sort of pop star, then he’s succeeded on a even higher level in bringing rich musical values to the marketplace than have, say, Nigel Kennedy and David Garrett. His versions of Bach sound like no others. He weds strong timbral individuality to comprehensive technical command and deep musical insight. Urgently recommended! A young violinist, synthesizing much of value from the past with much of value from the present. Intensely interesting—and riveting.“[15]